# جلم ماء صغير
جلم ماء صغير (الاسم العلمي: Puffinus  assimilis) (بالإنجليزية: Little  Shearwater)‏ هو طائر ينتمي إلى طيور بترل (فصيلة: Procellariidae).